# 布拉格大街 (德累斯顿)

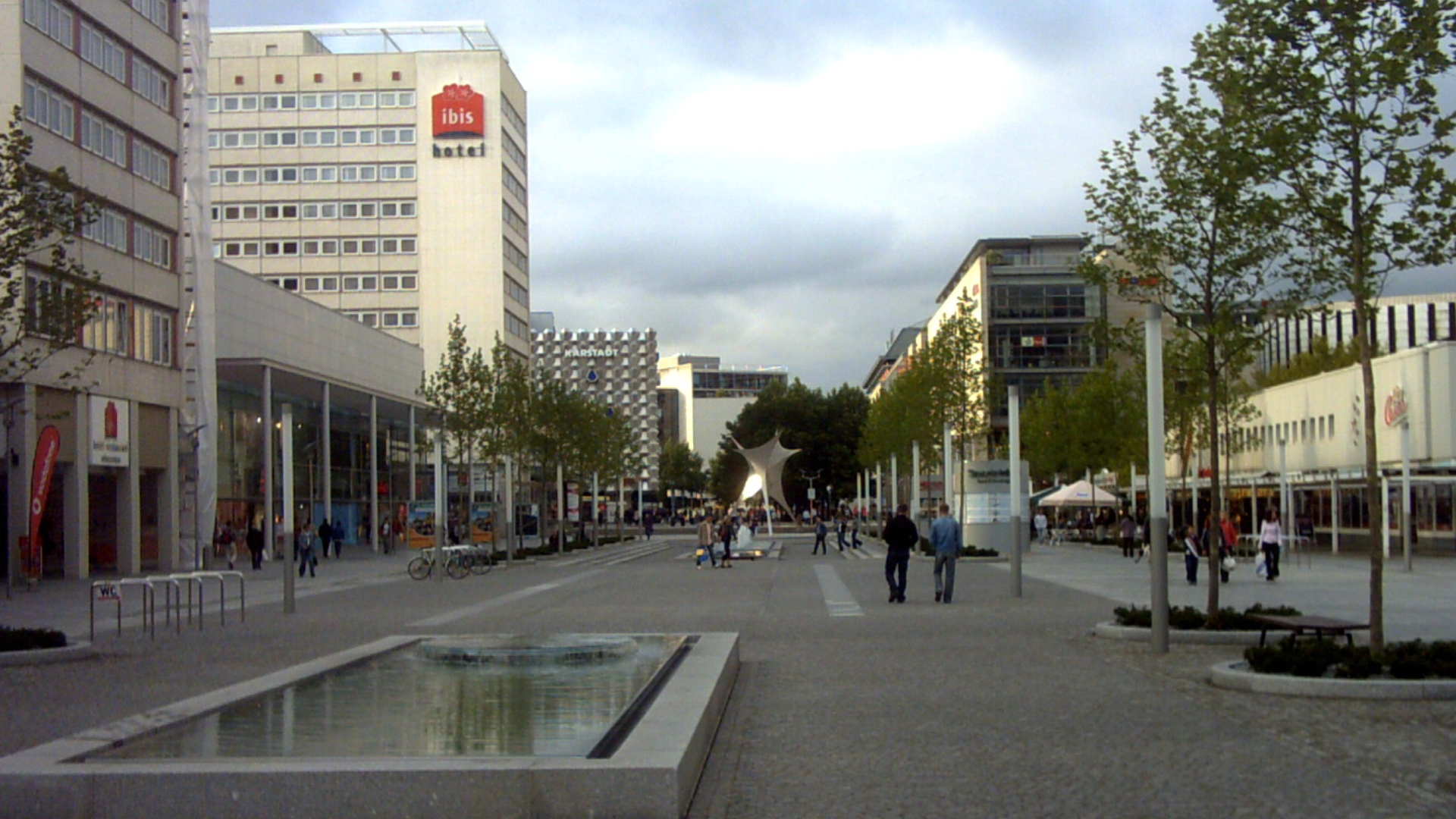
布拉格大街

布拉格大街（Prager Straße）是德累斯顿的主要购物街，南起德累斯顿火车站前的维也纳广场 ，北到旧市场。
布拉格大街兴建于1851年至1853年，连接旧城区和南部的波希米亚车站。很快这里成为富人区，后来银行家，律师也纷纷入驻。不久建起了众多的购物和娱乐场所，成为德累斯顿最负盛名的街道之一。其中最杰出的建筑有维多利亚大厦（Viktoriahaus）、百货公司和住宅火灾保险公司大楼。由于布拉格大街成为德累斯顿最重要的购物街，在1890年代选择在波希米亚车站的位置新建德累斯顿火车总站。
1945年，在德累斯顿轰炸中，布拉格大街一带几乎全部被破坏。只有一间酒店在轰炸中得以幸存，后来临时使用，几年之后被拆毁。
这条街曾经长期通行电车，1970年代改为步行街。1970年代和1980年代，在这条主要步行街两侧，陆续重建了众多的商店，酒店。1989年10月，在布拉格大街发生街头示威。德国统一后，陆续新建一批建筑，昔日社会主义风格的建筑正在逐步消失。
每年5月，在德累斯顿举行为期一周的国际迪克西兰节，布拉格大街亦是现场之一。